# Agrotis feratra
Agrotis feratra là một loài bướm đêm trong họ Noctuidae.